# アイザック・スターン
アイザック・スターン（Isaac Stern、1920年7月21日 - 2001年9月22日）は、ユダヤ系のヴァイオリニスト。

## 人物・来歴
アイザック・スターンは、ウクライナ語名イサーク・ステルン (Ісаак Стерн) として、当時ポーランド領（現ウクライナ領）だったクレメネツに生まれるが、1歳2ヶ月の時に、家族に連れられサンフランシスコに移住する。母親から音楽の早期教育を受け、早くも1928年でサンフランシスコ音楽院に入学、ヴァイオリンをナフム・ブリンダーに学ぶ。1936年2月18日にサン＝サーンスのヴァイオリン協奏曲第3番を、モントゥ指揮のサンフランシスコ交響楽団と共演、翌37年にはニューヨークのカーネギーホールでリサイタルを開催し、デビューを果たす。初演後、初演者と作曲者の恋愛関係から演奏される事のなかったバルトークのヴァイオリン協奏曲第1番を初演者の依頼によって再演奏し、世界に知らせた。戦後間も無い時期から、1953年、61年、65年、68年、71年と度々日本を訪れる。小澤征爾などの日本人演奏家と親交を持っていた。
1979年に、中国政府に招かれ、演奏旅行のかたわら、中国各地でヴァイオリンの指導を行う。その模様はフィルムに収録され、『毛沢東からモーツァルトへ（From Mao to Mozart）』と題されたドキュメンタリーは、翌年のアカデミー賞ベスト・ドキュメンタリー部門でオスカーに輝いた。新進演奏家の擁護者でもあり、なかでもイツァーク・パールマン、ピンカス・ズーカーマン、シュロモ・ミンツ、ヨーヨー・マ、ジャン・ワンはスターンの秘蔵っ子たちで、しばしば共演を重ねてきた。1960年には、カーネギー・ホールが解体の危機に見舞われた際、救済活動に立ち上がった。そのため現在、カーネギー・ホールのメイン・オーディトリアムはスターンの名がつけられている。またユダヤ人として、イスラエルに強い共感を示し、ユダヤ人を題材にしたミュージカル映画『屋根の上のバイオリン弾き』では劇伴のヴァイオリンソロを担当している。
ユダヤ人としてイスラエルに強い共感を示し続けたが、晩年、中東和平を推進したイスラエルのバラク政権を支持した事や、戦後永く訪れなかったドイツを訪れ、ドイツ人との和解に努めた事も注目される。特に、スターンがバラク政権を支持した事は、アメリカのユダヤ人社会に波紋を広げたと言われる。
1996年より始まる宮崎国際音楽祭では、初代音楽監督に就任しており、2002年には宮崎県より県民栄誉賞を遺贈された。また同年、音楽祭での功労を称えて、宮崎県立芸術劇場（ネーミングライツにより現在の愛称は『メディキット県民文化センター』となっている）のコンサートホールは、アイザックスターンホールと改称された。2000年には80歳で来日し、日本で来日記念アルバムも発売された。
1997年、勲三等旭日中綬章受章。
2001年9月22日、その11日前に発生したアメリカ同時多発テロ事件で全米が騒然とする中、その渦中にあったニューヨークで心不全の為、亡くなった。81歳没。20世紀最高のヴァイオリニストと呼ばれたヴァイオリニストの一人。

### 家族
- 子：マイケル・スターン - 指揮者としてヨーロッパで活動中

## 音楽
スターンは、古典的な数々の協奏曲（J.S.バッハ、ベートーヴェン、メンデルスゾーン、ブラームス、チャイコフスキー）の演奏・録音で有名である。それに加えて、アルバン・ベルクやバルトーク・ベーラ、イーゴリ・ストラヴィンスキー、サミュエル・バーバー、レナード・バーンスタイン、アンリ・デュティユーなどの20世紀の協奏曲も演奏・録音した。
室内楽でも、アレクサンダー・ザーキンとデュオ、ユージン・イストミン、レナード・ローズと組んでピアノ・トリオの演奏や録音を行った。さらに、1992年には、エマニュエル・アックス、ハイメ・ラレード、ヨーヨー・マと共演したブラームスの室内楽のCDが、同年のグラミー賞に輝いている。

## 使用楽器
- グァルネリ・デル・ジェス “パネッテ”（1734年製）
- グァルネリ・デル・ジェス “イザイ”（1740年製）